# Niederleis
Niederleis es un municipio situado en el distrito de Mistelbach, en el estado de Baja Austria, Austria. Tiene una población estimada, a inicios de 2024, de 917 habitantes.
Está ubicado al noreste del estado, al norte de Viena y cerca de las fronteras con República Checa y Eslovaquia.